# Amiota clavata
Amiota clavata är en tvåvingeart som beskrevs av Toyohi Okada 1960. Amiota clavata ingår i släktet Amiota och familjen daggflugor. Inga underarter finns listade i Catalogue of Life.